# بولونیتا
بولونیتا (به ایتالیایی: Bolognetta) یک کومونه در ایتالیا است که در استان پالرمو واقع شده‌است.

## خصوصیات
بولونیتا ۲۷٫۶ کیلومترمربع مساحت و ۳٬۶۳۲ نفر جمعیت دارد و ۳۰۰ متر بالاتر از سطح دریا واقع شده‌است.